# Tavernes
Tavernes är en kommun i departementet Var i regionen Provence-Alpes-Côte d'Azur i sydöstra Frankrike. Kommunen ligger i kantonen Tavernes som tillhör arrondissementet Brignoles. År 2022 hade Tavernes 1 444 invånare.

## Befolkningsutveckling
Antalet invånare i kommunen Tavernes
| Referens: INSEE |